# Ludność Opola

## LudnośćOpola
- 1939 – 52 997
- 1946 – 27 666   (spis statystyczny)
- 1950 – 38 464   (spis powszechny)
- 1955 – 55 576
- 1960 – 63 500   (spis powszechny)
- 1961 – 65 800
- 1962 – 66 900
- 1963 – 68 800
- 1964 – 70 700
- 1965 – 75 719
- 1966 – 77 500
- 1967 – 84 000
- 1968 – 85 800
- 1969 – 87 400
- 1970 – 86 900   (spis powszechny)
- 1971 – 87 780
- 1972 – 89 900
- 1973 – 92 600
- 1974 – 96 820
- 1975 – 105 998
- 1976 – 108 300
- 1977 – 111 100
- 1978 – 111 300   (spis powszechny)
- 1979 – 114 000
- 1980 – 116 669
- 1981 – 118 196
- 1982 – 120 473
- 1983 – 121 931
- 1984 – 123 951
- 1985 – 126 068
- 1986 – 127 549
- 1987 – 128 224
- 1988 – 126 452   (spis powszechny)
- 1989 – 127 653
- 1990 – 128 429
- 1991 – 128 914
- 1992 – 129 554
- 1993 – 129 978
- 1994 – 130 624
- 1995 – 130 219
- 1996 – 130 555
- 1997 – 130 119
- 1998 – 129 553
- 1999 – 130 969
- 2000 – 130 427
- 2001 – 130 091
- 2002 – 129 342   (spis powszechny)
- 2003 – 128 827
- 2004 – 128 864
- 2005 – 128 268
- 2006 – 127 602
- 2007 – 126 748
- 2008 – 126 203
- 2009 – 125 792
- 2010 – 122 656
- 2011 – 122 439   (spis powszechny)
- 2012 – 121 576
- 2013 – 120 146
- 2014 – 119 574
- 2015 – 119 465
- 2016 – 118 722
- 2017 – 128 140

Piramida wieku mieszkańców Opola w 2014 roku.

## Powierzchnia Opola
- 1995 – 96,21 km²
- 2006 – 96,55 km²
- 2013 – 96,55 km²[2]

## Źródła
- 1939-1979 Roczniki statystyczne GUS
- 1980-1994 Roczniki demograficzne GUS
- 1995-2014 Bank danych lokalnych GUS